# نفل خشن
النفل الخشن (باللاتينية: Trifolium squamosum) نوع نباتي من جنس النفل من الفصيلة البقولية.

## الموئل والانتشار
موطنه الأصلي بلاد الشام والمغرب العربي وتركيا ومعظم مناطق شمال حوض البحر الأبيض المتوسط والقوقاز.

## مرادفات للاسم العلمي
- (باللاتينية: Trifolium commutatum)
- (باللاتينية:   							                                                          							 								                             	Trifolium maritimum)
- (باللاتينية: Trifolium xatardii)